# 불쾌한 모노노케안
《불쾌한 모노노케안》(不機嫌なモノノケ庵), 혹은 《기분 나쁜 모노노케안》은 와자와키리가 그린 일본의 만화 작품이다. 스퀘어 에닉스의 웹코믹 연재 사이트 〈간간 ONLINE〉에서 매월 제1·2주 갱신으로 2013년 9월 12일부터 2021년 4월 22일까지 연재되었다.
2016년 2월에 TV 애니메이션화가 발표되었다.

## 줄거리
고등학교에 막 입학했을 때의 아시야 하나에는 그 때까지 요괴나 심령 따위를 완전히 믿고 있지 않았다. 그랬으나, 1주일간 돌연히 복슬복슬한 요괴에 씌여서 어쩔 수 없이 요괴의 존재를 믿는 처지가 되었다. 날이 지날 수록 몸 상태가 나쁘게 되어, 어떻게든 해야된다며 고민하고 있던 도중에 「요괴불제사」의 벽보를 찾아낸다. 지푸라기라도 잡는 심정으로 전화를 거니, 나타난 건 모노노케안의 주, 아베노 하루이츠키였다. 이윽고 아시야는 모노노케안과 아베노를 통해 요괴와 교류해가며, 그들과의 관계를 다져나간다.

## 등장인물

### 모노노케안
아시야 하나에 (芦屋花繪)
목소리 - 카지 유우키
아베노 하루이츠키 (安倍晴齋)
목소리 - 마에노 토모아키
모노노케안 (物怪庵)
모쟈 (モジャ)

### 현세(現世)
후지와라 젠코 (藤原禅子)
목소리 - 타카가키 아야히
야히코 (ヤヒコ)
목소리 - 오타니 이쿠에
훗시 (フッシー)
사가 (サガ)
아시야의 어머니 (芦屋の母)
젠코의 아버지 (禅子の父)

### 은세(隱世)
코우라 (コウラ)
목소리 - 히카사 요우코
시즈쿠 (シズク)
목소리 - 하시모토 치나미
릿포 (立法)
목소리 - 스와베 쥰이치

### 그 외의 요괴
기기기의 친분 (ギギギの親分)
목소리 - 타치키 후미히코
미츠치구라 (ミツチグラ)
목소리 - 이치죠 카즈야
만지로 (マンジロウ)
목소리 - 테라소마 마사키
죠마츠 (ジョウマツ)
목소리 - 타니야마 키쇼
안모히메 (アンモ姫)
목소리 - 오오니시 사오리
노보 (ノボウ)
목소리 - 토비타 노부오
옹 (翁)
목소리 - 니시무라 토모미치
토모리 (トモリ)
목소리 - 미츠이시 코토노

## 서적 정보

### 단행본
- 와자와키리 《불쾌한 모노노케안》, 스퀘어 에닉스 〈간간 ONLINE〉, 6권 간행 (2016년 6월 22일 기준)
  1. 2014년 6월 21일 발매[2], ISBN 978-4-7575-4252-5
  2. 2014년 9월 22일 발매[3], ISBN 978-4-7575-4417-8
  3. 2015년 2월 21일 발매[4], ISBN 978-4-7575-4557-1
  4. 2015년 5월 21일 발매[5], ISBN 978-4-7575-4644-8
  5. 2015년 11월 21일 발매[6], ISBN 978-4-7575-4798-8
  6. 2016년 6월 22일 발매[7], ISBN 978-4-7575-5015-5
  7. 2016년 9월 21일 발매[8], ISBN 978-4-7575-5089-6
  8. 2017년 3월 22일 발매[9], ISBN 978-4-7575-5278-4
  9. 2017년 8월 22일 발매[10], ISBN 978-4-7575-5443-6
  10. 2018년 1월 22일 발매[11], ISBN 978-4-7575-5589-1
  11. 2018년 6월 22일 발매[12], ISBN 978-4-7575-5750-5
  12. 2018년 12월 21일 발매[13], ISBN 978-4-7575-5949-3
  13. 2019년 3월 22일 발매[14], ISBN 978-4-7575-6054-3
  14. 2019년 9월 12일 발매[15], ISBN 978-4-7575-6284-4
  15. 2020년 2월 12일 발매[16], ISBN 978-4-7575-6501-2
  16. 2020년 8월 11일 발매[17], ISBN 978-4-7575-6796-2
  17. 2021년 2월 12일 발매[18], ISBN 978-4-7575-7092-4
  18. 2021년 7월 12일 발매[19], ISBN 978-4-7575-7367-3

### 팬 북
- 《불쾌한 모노노케안 6.5 고용인 지침서》 2016년 6월 22일 발매,[20] ISBN 978-4-7575-5016-2

## TV 애니메이션
2016년 6월부터 9월까지 제1기, 2019년 1월부터 3월까지 제2기로 TOKYO MX, AT-X, BS11 외에서 방영되었다.

### 주제가
제1기
오프닝 테마 「トモダチメートル」(친구 미터)
작사・작곡・노래 - The Super Ball
엔딩 테마 「扉のむこう」(문 너머)
작사・작곡 - 宮原康平 / 편곡 - 立山秋航 / 노래 - 아시야 하나에(CV. 카지 유우키) & 아베노 하루이츠키(CV. 마에노 토모아키)
제2기

### 각화 리스트
| 화수   | 원어 부제 | 번역 부제 | 그림 콘티                                    | 연출                          | 작화감독                                                                               |
| 제1기  | 제1기     | 제1기     | 제1기                                        | 제1기                         | 제1기                                                                                  |
| ------ | --------- | --------- | -------------------------------------------- | ----------------------------- | -------------------------------------------------------------------------------------- |
| 일怪   | 厄始      | 액시      | 이와나가 아키라 (岩永彰)                     | 오다카 요시노리 (小高義規)    | 시미즈 카츠히로(清水勝祐) 요시오카 요시히로(吉岡佳宏) 오카자키 노부히로(岡崎伸浩)      |
| 이怪   | 蟻犠      | 의희      | 이와나가 아키라 (岩永彰)                     | 사토 미츠토시 (サトウ光敏)    | Kim Yoon Jung                                                                          |
| 삼怪   | 禅子      | 선자      | 요시카와 시가츠 (吉川志我津) 이와나가 아키라 | 요시카와 시가츠               | 쿠마타 아키코(熊田明子)                                                                |
| 사怪   | 隠世      | 은세      | 카게야마 시게노리 (影山楙倫)                 | 토코로 토시카츠 (所俊克)      | 사토 카츠유키(佐藤勝行) Lim Chae Deok Pare Jong Jun                                    |
| 오怪   | 法池      | 법지      | 타카모토 요시히로(高本宣弘)                  | 타카모토 요시히로(高本宣弘)   | Heu Hye Jung 최낙진                                                                    |
| 육怪   | 輪求      | 윤구      | 이와나가 아키라                              | 오다카 요시노리               | 미즈 카츠히로 요시오카 요시히로 아리이즈미 요우코(有泉洋子)                            |
| 칠怪   | 逢遭      | 봉조      | 사토 미츠토시                                | 사토 미츠토시                 | Kim Yoon Jung Lee Jong Kyung                                                           |
| 팔怪   | 待延      | 대정      | 카게야마 시게노리                            | KUGATSU 이베 유우시(伊部勇志) | 쿠마타 아키코 스즈키 아야코(鈴木彩子)                                                  |
| 구怪   | 隔段      | 격단      | 이와나가 아키라                              | 타카모토 요시히로             | Heu Hye Jung Choi Nak Jin                                                              |
| 십怪   | 木偶      | 목우      | 카게야마 시게노리                            | 마에야 토시히로(前屋俊宏)     | 쿠와시마 노조무(桑島望) 토쿠가와 에리(徳川恵梨) 나가이 타이헤이(永井泰平) Park Youn Ok |
| 십일怪 | 紫陽      | 자양      | 후쿠시마 토시노리 (福島利規)                 | 사토 미츠토시                 | Kim Yoon Jung Lee Jong Kyung                                                           |
| 십이怪 | 憂離      | 우리      | 오다카 요시노리                              | 오다카 요시노리               | 시미즈 카츠히로 요시오카 요시히로 아리이즈미 요우코                                    |
| 십삼怪 | 團圓      | 단원      | 이와나가 아키라                              | 이와나가 아키라               | Hue Hey Jung                                                                           |
| 제2기  |           |           |                                              |                               |                                                                                        |

### 웹 라디오
《불쾌한 모노노케안 라디오怪》(不機嫌なモノノケ庵 ラヂオノ怪)의 타이틀로 2016년 7월 13일부터 온센에서 방송된다. 매월 2・4주 수요일에 갱신된다. 퍼스널리티는 카지 유우키(아시야 하나에 역)와 마에노 토모아키(아베노 하루이츠키 역)가 맡는다.

## 무대
2016년 9월 7일부터 9월 11일까지, 아카사카 RED/THEATER에서 상연되었다.